# 21421 Nealwadhwa
21421 Nealwadhwa è un asteroide della fascia principale. Scoperto nel 1998, presenta un'orbita caratterizzata da un semiasse maggiore pari a 2,2061226 UA e da un'eccentricità di 0,1594326, inclinata di 4,18127° rispetto all'eclittica.